# اکسل دوماس
اکسل دوماس (انگلیسی: Axel Dumas؛ زادهٔ ۳ ژوئیهٔ ۱۹۷۰) کارآفرین و مدیر اجرایی اهل فرانسه است، که هم‌اکنون بعنوان مدیرعامل شرکت ارمس فعالیت می‌کند.